# الحروب الرومانية الفولسكية

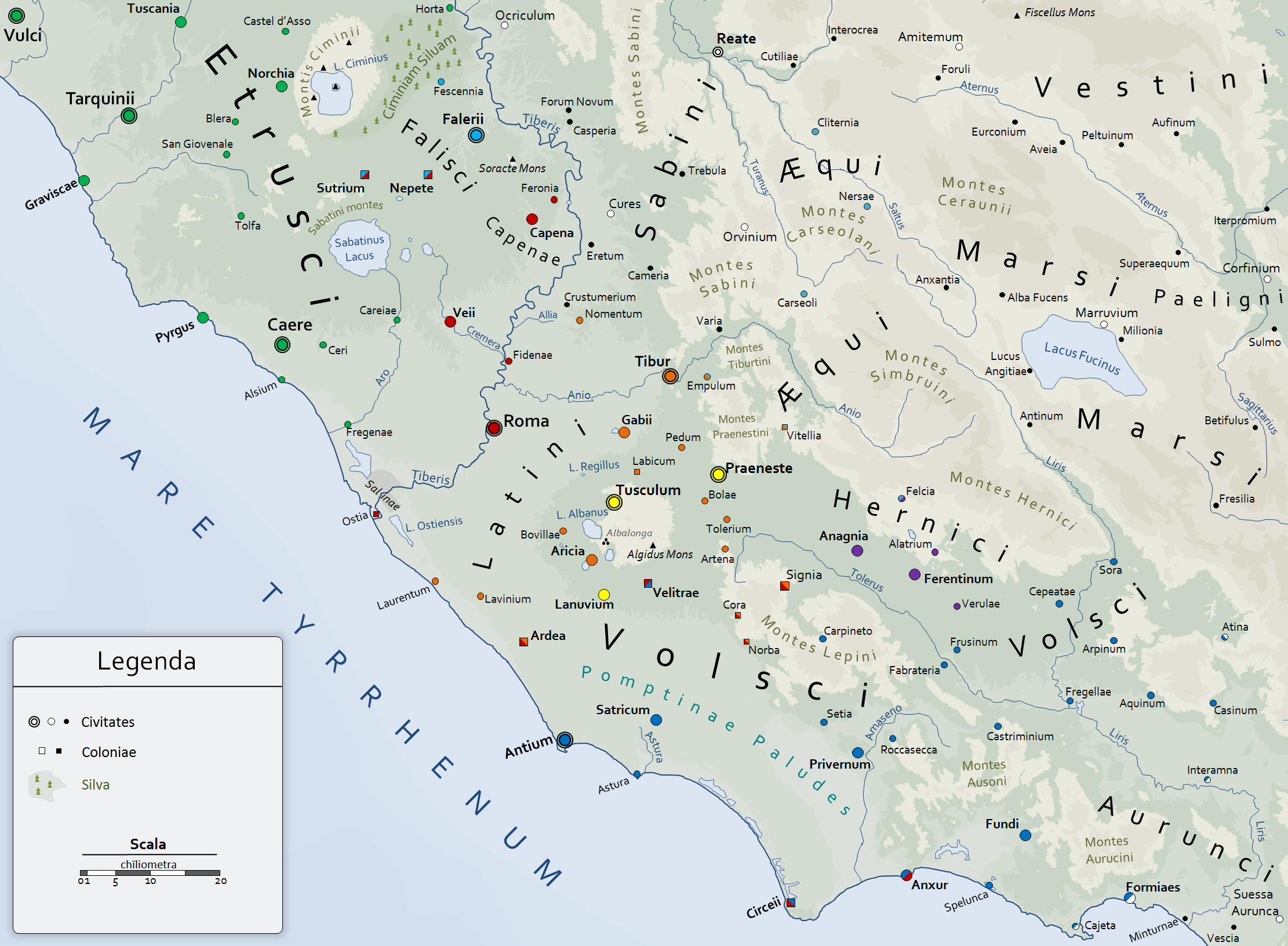

كانت الحروب الرومانية الفولسكية سلسلةً من الحروب تحاربت فيها الجمهورية الرومانية والفولسكيون، وهم قوم إيطاليقي قديم. أفضت الهجرة إلى لاتيوم الجنوبية إلى صراع مع سكان الإقليم القدماء، اللاتينيين تحت قيادة روما، الدولة المدينة المسيطرة في الإقليم. بحلول القرن الخامس قبل الميلاد، كانت فولسكي في حالة دفاعية بصورة متزايدة ودُمجت مع نهاية الحروب السامنية في الجمهورية الرومانية. خصص المؤرخون القدماء مساحةً كبيرةً للحروب الفولسكية في رواياتهم عن الجمهورية الرومانية المبكرة، إلا أنه جرى التشكيك في الدقة التاريخية لكثير من هذه المواد من قبل المؤرخين الحديثين.

## الصراع المبكر
بحسب تاريخ روما شبه الأسطوري المبكر، كان ملك روما السابع والأخير لوسيوس تاركوينيوس سوبيربوس أول من خاض حربًا ضد الفولسكيين، إذ بدأ قرنين من علاقة صراع بين الدولتين. استولى تاركينيوس على مدينة سويسا بوميتيا الثرية والتي استخدم أنقاضها في بناء معبد جوبيتر أوبتيموس ماكسيموس الكبير. وأقام احتفال نصر روماني بفوزه.

## العدوان الفولسكي
خلال القرن الخامس قبل الميلاد غزا الفولسكيون وشعب الإيكوي، وهو شعب ذو صلة بهم، لاتيوم بصفتها جزءًا من قاعدة أكبر لشعوبٍ ناطقة بالسابيليانية هاجرت خارج أبينيني إلى السهول. ويبدو أن العديد من المجتمعات اللاتينية المحيطية كانت قد اجتيحت. ردًا على ذلك شكّل اللاتينيون فويدوس كاسيانوم، وهو تحالف عسكري مشترك بين المدن اللاتينية، كانت فيه روما الشريك القائد. سجّلت المصادر التاريخية قتالًا ضد إيكوي أو فولسكي أو ضد كليهما كل عام تقريبًا خلال النصف الأول من القرن الخامس قبل الميلاد. من المفترض كما هو شائع أن النبيل الروماني غايوس مارسيوس كوريولانوس ذهب إلى الفولسكيين بعد رفضه من قبل مواطنيه. هيمنت على هذه الحرب السنوية الغارات والغارات المضادة بدلًا من المعارك المُرتبة التي وصفتها المصادر القديمة.

### الغزو الفولسكي في عام 495 قبل الميلاد
وفقًا لليفي، حشد الفولسكيون قواتٍ لمساعدة اللاتين نحو عام 496 قبل الميلاد قبل أن يهزم الرومان اللاتين في معركة بحيرة ريجيلوس. لم تصل قوات الفولسكي في الوقت المناسب للمشاركة في المعركة بسبب التقدم السريع للدكتاتور الروماني. وعلى الرغم من ذلك، علِم الرومان بأنشطة الفولسكيين وتقدّم القنصل بوبليوس سيرفيليوس بريسكوس ستروكتوس داخل الأراضي الفولسكية نحو عام 495 قبل الميلاد. شعر الفولسكيون بالخوف، فقدموا ثلاثمئة من أولاد أبرز رجال كورا وسويسا بوميتيا كرهائن. وانسحب الجيش الروماني.
بعد ذلك بفترة قصيرة، شكّل الفولسكيون تحالفًا مع هيرنيسي وأرسلوا سفراء لطلب مساعدة اللاتين. كان اللاتين، بعد هزيمتهم من قبل روما في العام السابق، شديدي الغضب من محاولات الفولسكييين جرهم إلى حرب أخرى، فألقوا القبض على السفراء الفولسكيين وسلموهم إلى القناصل في روما وأبلغوهم بأن فولسكي مع هيرنيسي كانتا تشعلان الحرب. أعاد مجلس الشيوخ الروماني، الذي كان ممتنًا جدًا لمساعدة اللاتين، 6000 سجين إلى المدن اللاتينية وفي المقابل أرسل اللاتين تاجًا من الذهب إلى معبد جوبيتر أوبتيموس ماكسيموس في روما. تشكّل حشد كبير اشتمل على السجناء اللاتين المحرَّرين الذين شكروا خاطفيهم. قيل أن روابط صداقة عظيمة نشأت بين الرومان واللاتين نتيجةً لهذا الحدث.
في وقت لاحق من عام 495 قبل الميلاد، اتجهت مجموعة من الفرسان اللاتين إلى روما لتحذيرها من أن الجيش الفولسكي كان يقترب من المدينة. جرى بسرعة تجنّب نزاع بين الدهماء الرومان (الذين كانوا غاضبين من مستويات الديون التي كانوا يرزحون تحتها) والبطارقة الروم. رفض الدهماء الانخراط في القتال ضد الفولسكي بسبب مظالمهم. أرسل مجلس الشيوخ القنصل سيرفيليوس للتعامل مع هذه القضية. جمع سيرفيليوس الناس واسترضاهم في البداية بمرسوم أراحهم من بعض أعباء الديون الأكثر شدة، ووعدهم كذلك بمزيد من النظر في مشاكل الديون بعد الحرب. اجتمع الناس، الذين استُرضوا، ليقسموا اليمين العسكرية، وقاد سيرفيليوس بعد ذلك بوقت قصير الجيش الروماني من المدينة وخيّم على مسافة قصيرة من العدو.
هاجم الفولسكيون المعسكر الروماني في الليلة التالية على أمل الاستفادة من الانشقاقات في صفوف الرومان. بدلًا من ذلك، حمل الجيش الروماني السلاح وصدّ الهجوم. في اليوم التالي هاجم الفولسكيون التحصينات الرومانية مرةً أخرى، وردموا الخنادق وهاجموا السور. في البداية أوقف القنصل القوات الرومانية، مما سمح للفولسكيين بتدمير جزء كبير من التحصينات المحيطة بالمخيم. ثم أعطى الأمر بالهجوم وهُزم الفولسكيون مع أول اشتباك. طارد الجيش الروماني الجيش الفولسكي حتى مخيمه، وحوصر المخيم وسقط ونُهب بعد فرار الفولسكيين. طاردت القوة الرومانية الجيش الفولسكي حتى سويسا بوميتيا، وسيطروا على تلك المدينة ونهبوها. ثم عاد الرومان إلى روما منتصرين. وصل إلى روما بعد ذلك مفوّضون من مدينة إيسيترا الفولسكية، ووافق مجلس الشيوخ على منحهم السلام بشرط أن تُعطى أراضيهم لروما.

### الاشتباك في عام 494 قبل الميلاد
خلال فترة السخط الشعبي في روما التي أفضت إلى انشقاق الدهماء الأول في عام 494 قبل الميلاد، حمل السلاح في الوقت نفسه كل من الفولسكيون والسابيون والإيكوي. لمواجهة التهديد، عُيّن دكتاتور روماني، مانيوس فاليريوس ماكسيموس. حُشدت عشرة فيالق، وهو عدد أكبر مما حُشد في أي وقت مضى، خُصصت ثلاثة منها للقنصل فيرجينيوس للتعامل مع الفولسكيين.
تَقدّم فيرجينيوس بالجيش الروماني واجتاح الأراضي الفولسكية من أجل استفزاز الفولسكيين للدخول في معركة. أقام الجيشان معسكرًا بالقرب من بعضهما البعض، ثم شكّلا خطوط قتال في السهل الذي يقع بين المخيمَين. هاجم الفولسكيون، الذين كانوا متفوقين عدديًا إلى حد كبير، الخط الروماني. أمر القنصل الروماني قواته بالصمود وبعدم التقدم أو الرد على صيحات القتال القادمة من العدو. في الواقع، أُمر الرومان بترك رماحهم مثبتةً في الأرض، غير أنهم أُمروا باستلال سيوفهم ومهاجمة القوات الفولسكية حين واجهوا الخط الروماني. هزمت المقاومة الرومانية الفولسكيين الذين أنهكهم هجومهم ودبت في صفوفهم الفوضى. سعى الجيش الروماني وراء المعسكر الفولسكي واستولى عليه، وتابع طريقه من هناك للاستيلاء على مدينة فليتري الفولسكية حيث ذبح العديد من القوات الفولسكية المتبقية، باستثناء عدد صغير عُرضت عليهم الهوادة فاستسلموا.
تم الاستيلاء على الأراضي المحيطة بفيليترا، وزُرعت مستعمرة رومانية في المدينة.

### الانتقام الروماني في عام 493 قبل الميلاد
في عام 493 حارب الجيش الروماني، بقيادة القنصل بوستوموس كومينيوس أورونكوس، وهزم قوةً فولسكية من مدينة أنتيوم الساحلية. طارد الجيش الروماني الفولسكيين إلى مدينة لونغولا (شمال أنتيوم). استولى الرومان على لونغولا ثم طاردوا الفولسكيين شمالًا، واستولوا أيضًا على بلدة بولوسكا وطاردوا الفولسكيين حتى مدينة كوريولي.
حاصر الجيش الروماني كوريولي. ومع ذلك، بينما كان الرومان يركزون على الحصار، وصلت قوة فولسكية أخرى من أنتيوم وهاجمت الرومان، وفي الوقت نفسه شن جنود كوريولي هجومًا. كان غايوس مارسيوس، وهو شاب روماني نبيل، يراقب عن كثب أثناء الهجوم الفولسكي. جمع غايوس بسرعة قوةً صغيرة من الجنود الرومان للقتال ضد الفولسكيين الذين شنوا هجومًا من كوريولي. لم يقتصر الأمر على صد العدو، بل اقتحم أيضًا أبواب المدينة وبدأ بعدها بإشعال النار في بعض المنازل المجاورة لسور البلدة. بدأ مواطنو كوريولي بالصراخ وانهارت معنويات القوة الفولسكية بأكملها وهُزمت من قبل الرومان. سقطت المدينة، ونال مارسيوس سمة كوريولانوس.